# Heidi Strompf
Heidi Strompf (* 10. September 2002 in Ingolstadt) ist eine deutsch-slowakische Eishockeyspielerin. Sie ist für die Bemidji State Beavers in der Western Collegiate Hockey Association aktiv und gehört zum Kader der deutschen Nationalmannschaft. Heidi Strompf ist die Tochter des deutsch-slowakischen Eishockeyspielers Ladislav Strompf.

## Karriere
In der Saison 2017/18 durfte Heidi Strompf ihr Debüt im Erwachsenenbereich geben. Für den ERC Ingolstadt absolvierte sie acht Spiele in der Fraueneishockey-Bundesliga. Zudem absolvierte sie ein Spiel für ŽHK Šarišanka Prešov in der slowakischen Extraliga, der höchsten slowakischen Liga im Fraueneishockey. In der darauffolgenden Saison war sie erneut für den ERC Ingolstadt in der Fraueneishockey-Bundesliga aktiv und absolvierte acht Spiele. Ab der Saison 2019/20 war Heidi Strompf ausschließlich in der Slowakei aktiv und spielt dort für den ŽHK Šarišanka Prešov. In der Saison 2023/24 führte sie ihre Mannschaft als Kapitänin zum Meistertitel in der nun Slovenská ženská hokejová liga genannten höchsten Spielklasse im slowakischen Fraueneishockey. 
Danach verließ sie die Slowakei und ging zum Studieren an die Bemidji State University. Nebenbei spielt sie für die Eishockeymannschaft der Bemidji State Beavers in der Western Collegiate Hockey Association, einer Liga der Division I der NCAA. 

### International
Nachdem sie bereits für die U16- und U18-Nationalmannschaft von Deutschland aktiv war, wurde Heidi Strompf von Nationaltrainer Thomas Schädler für die Weltmeisterschaft 2022, die in Dänemark ausgetragen wurde, in den Kader der deutschen Nationalmannschaft nominiert. Dort absolvierte sie alle vier Spiele für Deutschland und konnte direkt bei ihrem ersten WM-Spiel einen Scorerpunkt erzielen, da sie bei der 4:2-Niederlage gegen Ungarn gemeinsam mit Tabea Botthof den 1:0-Führungstreffer von Luisa Welcke auflegte. Gemeinsam mit ihrer Mannschaft konnte sie den Abstieg aus der Top-Division verhindern.

## Erfolge und Auszeichnungen
- 2020 Aufstieg in die Top-Division bei der U18-Frauen-Weltmeisterschaft